# Vlag van Wellington

Vlag van Wellington

De vlag van Wellington is de vlag van de Nieuw-Zeelandse hoofdstad Wellington.
Opmerking: de gelijknamige regio Wellington voerde geen vlag.
De vlag bevat een boot met een blauwe dolfijn op de mast en drie kleine Engelse vlaggen. Dit staat bovenop een blauwe cirkel die zelf een gouden achtergrond heeft en een zwart kruis erachter. De vlag werd aangenomen op 12 december 1962.
Het idee voor een vlag voor Wellington werd voor het eerst gehesen in 1957, toen er in datzelfde jaar een wedstrijd werd gehouden. De ontwerpen werden te gedetailleerd gevonden, dus de wedstrijd werd geschrapt. In 1958 werd er nog een gehouden, maar dit was niet succesvol omdat er geen beslissing kon worden genomen. De raad vroeg vervolgens het College of Arms in Londen om een vlag voor de stad te ontwerpen, die in december 1962 werd goedgekeurd. De vlag werd voor het eerst besteld in 1963 voor het koninklijk bezoek.
De vlag is door velen bekritiseerd, waaronder de voormalige locoburgemeester Jill Day en omroeper Keith Quinn, omdat de vlag het kolonialisme symboliseert met een boot en drie Sint-Joriskruisen. De vlag is ook bekritiseerd omdat hij Wellington niet vertegenwoordigt en geen Maori of culturele betekenis heeft.